# Monte Barbeau
Il monte Barbeau è un monte appartenente alla Cordigliera Artica e si trova nella parte settentrionale dell'isola Ellesmere, nella provincia del Nunavut, nel nord est del Canada.
Fa parte del Parco nazionale di Quttinirpaaq.
È il monte più alto del nord est del continente americano.
Si tratta di una zona molto poco visitata, data la difficoltà di accesso. 
Rangers del parco, indicarono che nel 2002 il parco era stato visitato da circa quaranta visitatori, la cui presenza si limita per lo più alla costa, molto più facilmente raggiungibile.
Il monte è stato visto per la prima volta dall'esploratore Adolphus Greely.
Occorre aspettare il 1962 perché una spedizione dell'Università di Oxford guidata dall'inglese Geoff Hattersley-Smith lo identificasse con maggiore precisione, nell'ambito di un'esplorazione di quella parte del Canada.
Nel 1967 lo stesso Geoff Hattersley-Smith effettuò la prima scalata del monte, allora senza nome.
La vetta ebbe un nome solo nel 1969, e fu dedicata a Marius Barbeau, un antropologo specializzato in folklore Inuit morto quell'anno.
Dal 1967 la vetta risulta salita da altre sei spedizioni, la quarta delle quali, effettuata nel 2000, del canadese Jerry Kobalenko dovrebbe essere la prima solitaria.
La prima scalata italiana (la sesta in assoluto), è del 2002, e fu effettuata da Paolo Gardino di Genova, con una spedizione guidata dalla statunitense Matty McNair.